# Удар новичка
Уда́р новичка́ — в международных шашках — любая дебютная комбинация, на которой часто попадаются новички в игре (ср. Детский мат в шахматах). 
Неудачный розыгрыш первых ходов может потребовать дополнительных усилий в позиционной игре, середине партии, эндшпиле. Поэтому важно с самых первых ходов игры не допускать типичных ошибок, которые сложно будет исправить.

Примеры ударов новичка: 1. 32-28 18-23. 2. 37-32?? (диаграмма1) 23-29! 3. 33:24. 20:29. 4. 34:23. 17-22. 5. 28:17. 19:26+ В результате чёрные остаются с двумя лишними шашками. 

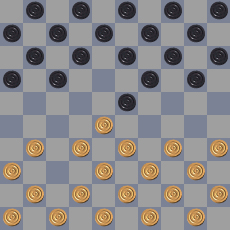
диаграмма1

Возможно зеркально с другого фланга: 1. 33-28 18-22. 2. 39-33??(диаграмма2). 33-27.

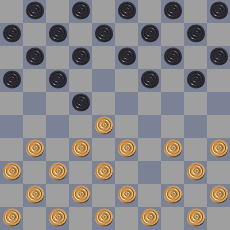
диаграмма2